# Joan Miró
Joan Miró i Ferrà (pron. catalana: [ʒuˈam miˈɾo i fəˈɾa]; Barcellona, 20 aprile 1893 – Palma di Maiorca, 25 dicembre 1983) è stato un pittore, scultore e ceramista spagnolo, esponente del surrealismo.

## Biografia

### Infanzia e studi
Figlio dell'orefice e orologiaio Miquel Miró Adzerias (1858-1926) e di Dolors Ferrà i Oromí (1864-1944), Joan Miró cominciò a dedicarsi al disegno già dall'età di 8 anni. Su consiglio del padre, Joan intraprese studi commerciali ma in parallelo frequentò lezioni private di disegno; al periodo 1910-1911 risale una lunga convalescenza, trascorsa nella casa di famiglia a Mont-roig del Camp a consolidare definitivamente la sua vocazione; lo stesso Miró riconobbe in seguito in Mont-roig e Maiorca i due poli della sua ispirazione.
Tornò a Barcellona nel 1912 e frequentò l'Accademia Galí fino al 1915, dopodiché passò al Cercle Artístic de Sant Lluc. Nel 1916 Miró affittò uno studio ed entrò in contatto con il mondo dell'arte. Furono questi gli anni in cui scoprì il fauvismo e in cui tenne la sua prima esposizione personale alle Galeries Dalmau (1918).

### Il periodo parigino

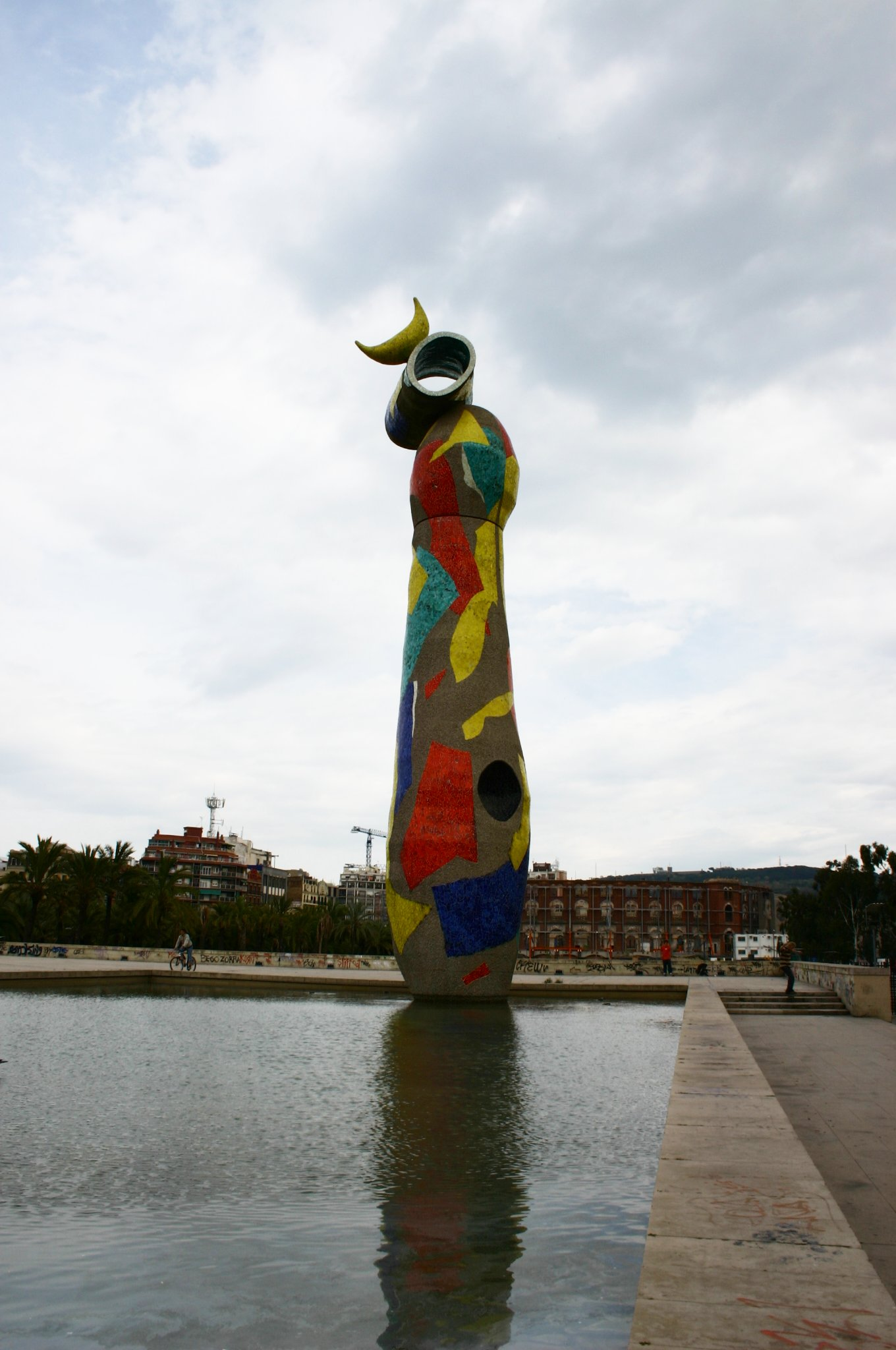
Dona i ocell (1982)

Attirato dalla comunità artistica che si riuniva a Montparnasse, nel 1920 si stabilì a Parigi, dove conobbe Pablo Picasso e il circolo dadaista di Tristan Tzara. Già in questo periodo, in cui disegnava all'Accademia della Grande Chaumière, cominciò a delinearsi il suo stile decisamente originale, influenzato inizialmente dai dadaisti ma in seguito portato verso l'astrazione per l'influsso di poeti e scrittori surrealisti. Nel 1926 collaborò con Max Ernst per la scenografia di Romeo e Giulietta e realizzò il celebre Nudo. L'anno successivo, dopo la morte del padre, Miró si trasferì alla Cité des Fusains ed ebbe come vicini, oltre a Ernst, anche Jean Arp e Pierre Bonnard. Sempre a Parigi, nel 1928, la sua esposizione nella galleria Georges Bernheim lo rese famoso.
Il 12 ottobre 1929 Miró sposò Pilar Juncosa (17 luglio 1904-25 novembre 1995) a Palma di Maiorca; la coppia ebbe un'unica figlia, María Dolores (17 luglio 1931-26 dicembre 2004). Iniziò in questi anni la sperimentazione artistica di Miró, che si cimentò con le litografie, l'acquaforte e la scultura, nonché con la pittura su carta catramata e vetro, e con il grattage. Con lo scoppio della guerra civile spagnola (1936) tornò a Parigi, dove si dedicò a raccogliere fondi a favore della causa repubblicana facendo ritorno in Spagna al momento dell'invasione nazista della Francia. Da questo momento visse stabilmente tra Maiorca e Montroig.
Miró fu uno dei più radicali teorici del surrealismo, al punto che André Breton, fondatore della corrente, lo descrisse come "il più surrealista di noi tutti". Tornato nella casa di famiglia, Miró sviluppò uno stile surrealista sempre più marcato; in numerosi scritti e interviste espresse il suo disprezzo per la pittura convenzionale e il desiderio di "ucciderla", "assassinarla" o "stuprarla" per giungere a nuovi mezzi di espressione. La prima monografia su Miró fu pubblicata da Shuzo Takiguchi nel 1940. Dopo la morte della madre, avvenuta nel 1944, Miró iniziò a dedicarsi a lavori sfusi di ceramica e a sculture di bronzo.

### Gli anni della celebrità

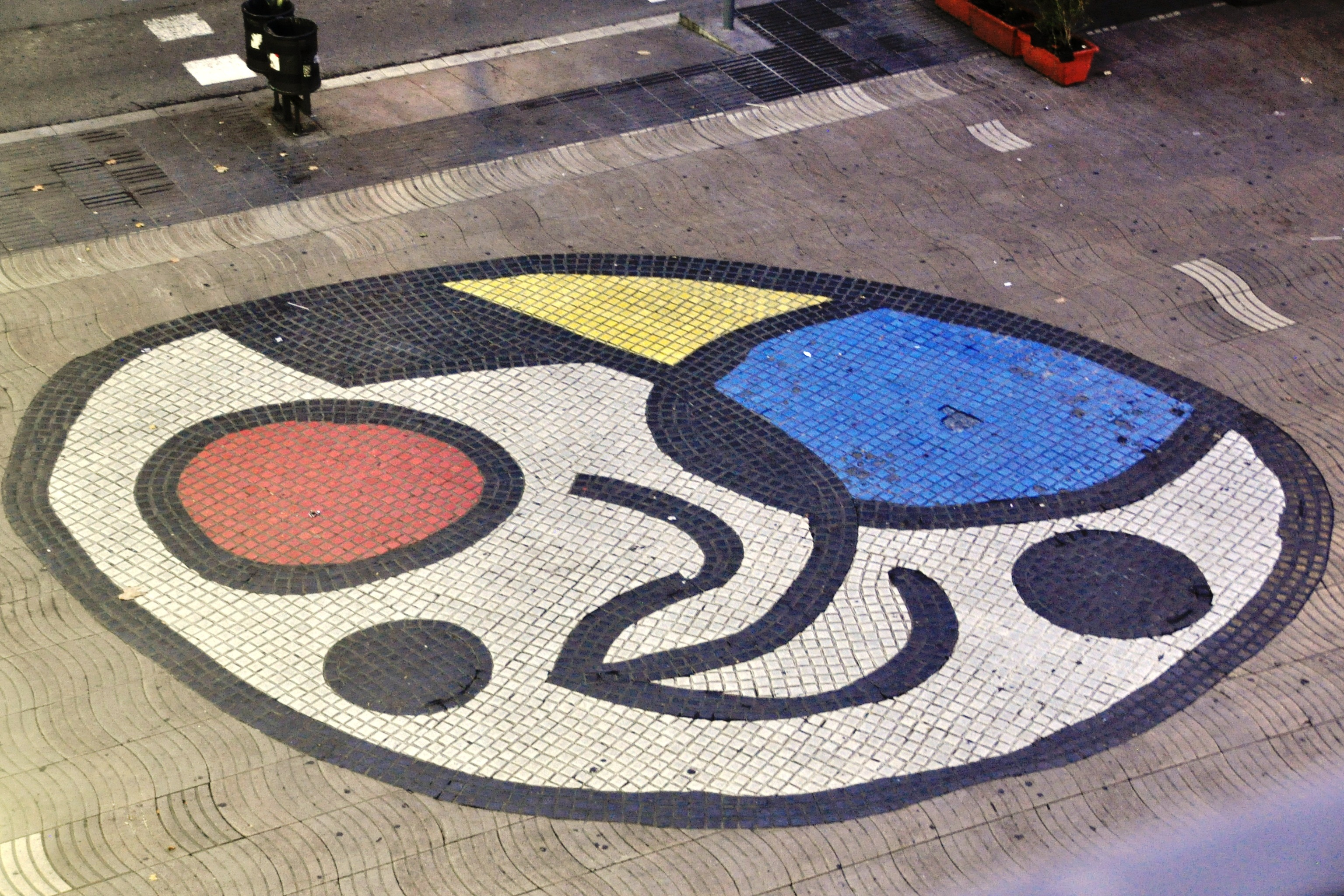
Paviment Miró realizzato sulla La Rambla a Barcellona

Nel 1954 Miró vinse il premio per la grafica alla Biennale di Venezia e nel 1958 il Premio Internazionale Guggenheim. In questi anni fece molti viaggi ed esposizioni negli Stati Uniti. Fin dal 1956 si stabilì definitivamente a Palma di Maiorca in una casa progettata e costruita dal cognato, cui aggregò in seguito un laboratorio e uno studio di pittura grazie all'aiuto dell'amico Josep Lluís Sert. Al fine di preservare la proprietà così delineatasi, per lui luogo creativo per eccellenza, Miró ne donò parte alla cittadinanza, che nel 1981 vi allestì la Fundació Pilar e Joan Miró.
Già nel 1972, d'altronde, Miró aveva creato la Fundació Joan Miró a Barcellona. Nel 1974 realizza una serie di tre dipinti chiamati La speranza del condannato a morte, eseguiti in memoria del militante anarchico Salvador Puig Antich condannato a morte in quello stesso anno dal regime franchista. Nel 1978 si dedicò alla scenografia per uno spettacolo teatrale, nonché alla scultura monumentale. Risale a questo periodo la sua celebre scultura Dona i ocell (Donna e uccello), che si trova nel parco Joan Miró a Barcellona.

### Gli ultimi anni
Per i riconoscimenti in patria Miró dovette aspettare la fine degli anni Settanta e la caduta del franchismo.
In questi anni accelerò il suo lavoro, creando ad esempio centinaia di ceramiche, tra cui i Murales del Sole e della Luna presso l'edificio dell'UNESCO a Parigi. Si dedicò anche a pitture su vetro per esposizione, disegnò il manifesto ufficiale del campionato mondiale di calcio 1982 tenutosi in Spagna e concepì le sue idee più radicali, interessandosi della scultura gassosa e della pittura quadridimensionale. Joan Miró morì a Maiorca all'età di 90 anni e venne sepolto a Barcellona, nel cimitero di Montjuïc.

## Opere principali
- Il sentiero, 1917
- Nude with a Mirror, 1919
- Montroig, la chiesa e il paese, 1919
- Animal Composition
- La fattoria, 1921-1922
- Il carnevale di Arlecchino, 1924-1925
- Ballerina II, 1925
- The garden, 1925
- Head of a Catalan Peasant, 1925
- La nascita del mondo, 1925
- serie degli Interno olandese, 1928
- Peinture, 1933
- Uomo e donna di fronte a una pila di escrementi, 1936
- Aidez l'Espagne, 1937
- Natura morta del sabatot, 1937
- Portrait, 1938
- Série des Constellations, 1939-1941
- Femmes et Oiseau la nuit, 1945
- Femmes et oiseaux devant la lune, 1947
- Peinture, 1954
- Famille d'oiseleurs, 1955
- Bleu I, Bleu II, Bleu III, 1961
- Labirinto, 1961-1981
- Salon De Mai, 1966
- Juillet, 1968
- Daybreak Tagesanbruch, 1968
- Dona en la nit, 1973
- La speranza del condannato a morte, 1974
- Bernabè,1975
- Personnage Etoile, 1978
- Pintura, 1978
- Femme, 1981
- Femme assise, 1983
- Dona i ocell, 1983
- Constellations-Seibu, 1984
- Fixe les Cheveux D'une Etoile
- L'oiseau Solaire
- Litho V (LE)
- Night
- Ode To Miro
- Personnage et oiseau
- Portrait of a Young Girl
- The singing fish
- Vladimir
- Vuelo de pajaros
- La chanteuse melancolique
- Ceret

## Opere perdute
- Arazzo del World Trade Center, 1974, in collaborazione con Josep Royo.

## Mostre
- Mirò: opere 1954-1972, 6 dicembre 1972 - 25 gennaio 1973, Roma, Roma: Il collezionista d'arte contemporanea (opac SBN) (Testo a stampa) (Monografia) (IT\ICCU\SBL\0458483).

### Retrospettive
- Mirò, Gallerie civiche di arte moderna, Ferrara, Palazzo dei Diamanti, 16/3-15/6/1983
- Miró illustratore, Carpi, 15/03-14/06/2009[4]
- Joan Miró. I miti del Mediterraneo, Pisa, 09/102010-23/01/2011[5][6]
- Joan Miró. L'impulso creativo, Mantova, Palazzo Te, 26/11/2014-06/04/2015, prorogata fino al 03/05/2015[7]
- Joan Miró a Villa Manin - Soli di Notte, Villa Manin, Passariano, Codroipo, 17/10/2015-03/04/2016.[8]

## Onorificenze
- 1968 - laurea honoris causa, Università di Harvard
- 1978 - Medalla d'Or de la Generalitat de Catalunya
- 1978 - Premio Internazionale Feltrinelli, Accademia dei Lincei[9]
- 1979 - laurea honoris causa, Università di Barcellona
- 1980 - medaglia d'oro delle Belle Arti dal re di Spagna Juan Carlos
- 1981 - medaglia d'oro di Barcellona.